# Philipp II von der Leyen
Philipp II Franz Erwein Fürst von der Leyen und zu Hohengeroldseck (1819-1882) est le troisième prince Von der Leyen.

## Biographie
Il est le fils du prince Erwein von der Leyen (1798-1879) et de la princesse Sophie Thérèse Johanna née comtesse von Schönborn-Buchheim (1798-1876).
En 1879, à la mort de son père, il devient prince de la Leyen et obtient un siège au parlement du grand-duché de Bade.
Philipp épouse Adelheid von Thurn und Taxis (15 octobre 1829 — 7 septembre 1888) le 8 juin 1853 à Munich. Le couple a six enfants :
- Sophie Julie Adelheid Marie (1855-1884) ;
- Maria Anna (1857-1936) ;
- Julie Luise Sophie Adelheid (1860-1930) ;
- Amalie (*/† 1862) ;
- Erwein Theodor Philipp Damian (1863-1938) ;
- Eugénie Amalie Adelheid (1867-1929).